# Monastère d'Ostrog
Cette page contient des caractères spéciaux ou non latins. S’ils s’affichent mal (▯, ?, etc.), consultez la page d’aide Unicode.

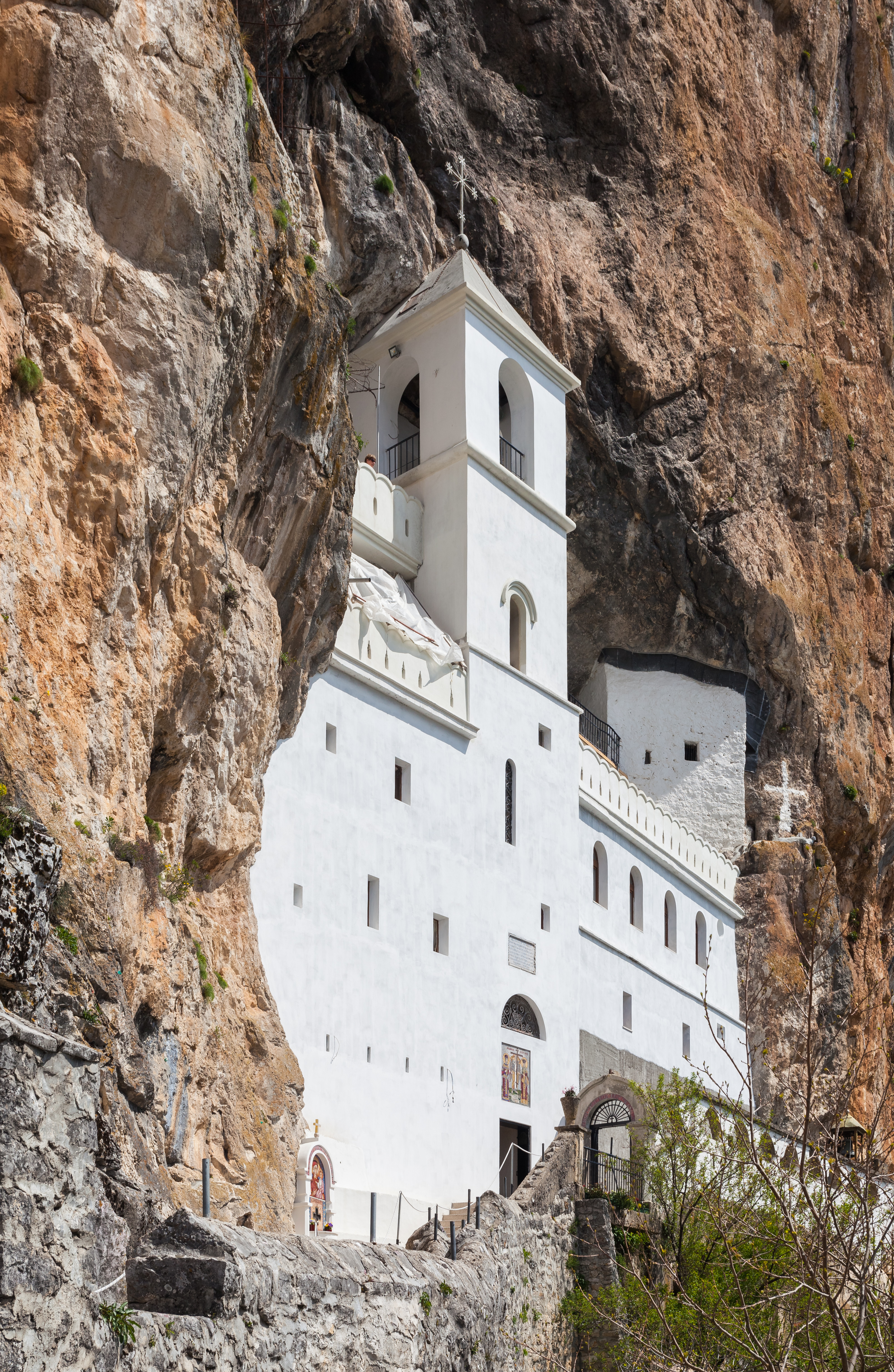
Le monastère d'Ostrog

Le monastère d'Ostrog (en serbe : Манастир Острог, Manastir Ostrog) est un monastère de l'Église orthodoxe serbe imbriqué dans une falaise du mont Ostrog, au Monténégro. Cet édifice est dédié à saint Basile d'Ostrog (Sveti Vasilije Ostroški) dont des reliques sont conservées dans une chapelle du XVIIe siècle. C'est un lieu de pèlerinage réputé pour ses guérisons miraculeuses.

## Géographie
Du pied du monastère, on peut contempler la plaine de Bjelopavlići. Le monastère d'Ostrog est l'un des endroits de pèlerinage les plus connus au Monténégro.

## Pèlerinages
Le monastère orthodoxe d'Ostrog est l'un des monastères les plus visités des Balkans. Les croyants du monde entier, seul ou en groupes, s'y attardent. Il représente une place de rencontre des deux confessions : les orthodoxes et les catholiques car on croit que les reliques conservés de Saint-Basile d'Ostrog font des miracles. D'après des histoires de pèlerins, prier près du corps de Vasilije permet d'être guéris et de faire face aux difficultés de la vie.

## Histoire
L'édifice fut fondé par le métropolite de Zahumlje-Hérzegovine, Basile Jovanovic (ou Vasilije), dans la deuxième moitié du XVIIe siècle. Basile mourut le 29 avril 1671 et quelques années plus tard, il fut canonisé et proclamé comme un miraculeux travailleur. Ses reliques sont conservées dans un reliquaire gardé dans l'église (grotte) dédiée à la Présentation au Temple de la Mère de Dieu, où il repose.
L'apparence actuelle du monastère date de 1926 (rénovation réalisée entre 1923 et 1926), après qu'un feu a détruit la majeure partie du complexe. Heureusement, les deux petites églises furent épargnées et constituent aujourd'hui la valeur du monument. Les fresques de l'église, dédiée à la Présentation de la Vierge au temple (Vavedenje), furent réalisées vers la fin du XVIIe siècle. L'autre église, dédiée au Saint-Crucifix, est située au sein d'une grotte au niveau supérieur du monastère. Cette église fut peinte par le maître Radul, qui a employé la structure naturelle de la grotte et réalisé les fresques immédiatement sur la surface rocheuse et sur le mur du sud. Des résidences monastiques sont situées autour de l'église.
Le Monastère abrite les reliques de l'ordre de Saint-Jean de Jérusalem qui se sont retrouvés au Grand prieuré de Russie. Ces reliques ont fui la Russie et la Révolution bolchévique de 1917 pour la villa de l'Impératrice Marie (mère du Tsar Nicolas II, lequel voulut rester en Russie et fut exécuté avec le reste de la famille impériale) à Copenhague, puis en 1928 elles sont confiées par l'Impératrice à la Princesse Yelena de Yougoslavie (sœur du Roi) qui les place dans le Palais Royal à Belgrade, puis les reliques sont finalement transférées en mai 1941 au Monastère d'Ostrog pour des raisons de sécurité, face à la progression des armées allemandes. En 1942, le monastère est tout de même bombardé mais sans dégât. On trouve maintenant un obus qui n'a pas explosé, les orthodoxes pensent que Dieu aurait protégé ce lieu Saint.
En 1943, le monastère est le lieu de combats entre les Tchetniks et les Partisans communistes. Ces derniers remportent la victoire, tandis que plusieurs chefs tchetniks succombent, parmi lesquels Bajo Stanišić et Blažo Đukanović.

### Sources
- Site de la Maison de Russie, Ordre orthodoxe de Saint Jean, OSJ.